# Les mistons
Les mistons (Brasil: Os pivetes / Portugal: Os insolentes) é um filme de curta-metragem francês de 1957, realizado por François Truffaut dois anos antes do aclamado Os 400 Golpes.
O filme é baseado no romance homónimo de Maurice Pons. Os mistons são cinco rapazes que espiam dois amantes, Gerard e Bernardette, seguindo-os para todo o lado.